# Верхнє (озеро)

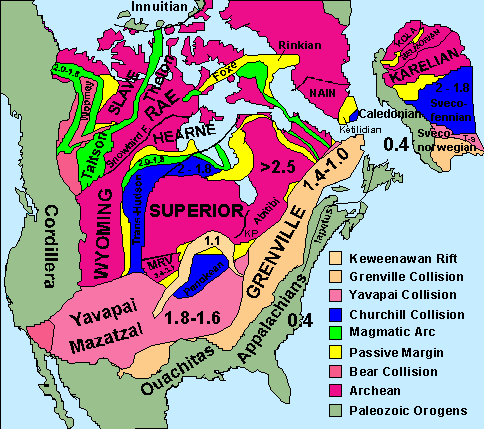
Північноамериканська плита і Американський Середньоконтинентальний рифт, на якому розташовано озеро Верхнє

Озеро Верхнє (англ. Lake Superior, оджибве Gichigami) — найбільше з п'яти Великих озер Північної Америки. Це найбільше прісноводне озеро у світі за площею і четверте — за об'ємом. Омиває на півночі канадську провінцію Онтаріо та американський штат Міннесота, на півдні — штати Вісконсин і Мічиган.

## Назва
Мовою оджибве озеро називається Gichigami, що означає «велика вода», але воно більше відоме як «Gitche Gumee», записано Генрі Лонгфелло в Пісні про Гаявату.
Озеро було названо фр. le lac supérieur, або «Верхнє озеро», французькими дослідниками в XVII столітті, оскільки воно розташоване вище озера Гурон. За панування французів озеро також мало назву фр. Lac Tracy.

## Гідрографія
Озеро Верхнє є найбільшим прісноводним озером у світі за площею, скидає воду в озеро Гурон через річку Сент-Меріс і Су Локс. Каспійське море значно більше за озеро Верхнє площею та обсягом, але є солонуватим, хоча в наш час[коли?] ізольовано, історично Каспійське море неодноразово було пов'язане та ізольоване від Середземномор'я через Чорне море.
Озеро Верхнє має площу 82 413 км², що більше, ніж Південна Кароліна. Має найбільшу довжину 563 км і найбільшу ширину 257 км. Середня глибина становить 147 м, найбільша глибина 406 м. Озеро Верхнє має обсяг 12 100 км³ води. В озері достатньо води, щоб покрити весь континентальний масив Північної та Південної Америки шаром води 30 см. Довжина берегової лінії озера 4387 км (враховуючи острови). Висота поверхні озера — 183 м вище рівня моря.
Найнижча точка озера розташована на 223 м нижче рівня моря, найнижча точка континентального США і друге місце на Північноамериканському континенті після Великого Невільничого озера в Канаді (458 м нижче рівня моря). Хоча озеро Крейтер є найглибшим озером в США, але поверхня Озера Крейтер знаходиться на висоті 1289 м над рівнем моря.
Під час шторму висота хвиль на озері Верхньому може сягати 6 м. Зафіксовані випадки висоти хвиль понад 9 м.
В озеро впадає понад 20 000 річок. Найбільші з них: Ніпіґон, річка Сент-Луї, Піджен, Пік, Вайт-Рівер, Мічипікотен, Бруль та Каміністіква. Вода з озера Верхнього спливає в озеро Гурон через річку Сент-Мері. Через буруни на річці є необхідність у шлюзах (Сі-Локс) задля підтримання судноплавства Водним шляхом Великих озер.

### Клімат
Озеро Верхнє завдяки розміру створює локалізований морський клімат. Поверхня води повільно реагує на зміну температури повітря, яка сезонно коливається від 32 °C до −13 °C, допомагає зменшити коливання температури навколишнього повітря влітку і взимку і створює озерний ефект снігу в холодні місяці.

### Острови
Найбільший острів в озері Верхньому — острів Роял в штаті Мічиган. Інші великі відомі острови — острів Мадлін у штаті Вісконсин і Мічипікотен в області Онтаріо.

## Геологія
Скелі Північного берега озера Верхнє утворенні за часів докембрію (4,5 млрд — 540 млн років тому). Магма, прямуючи до поверхні створила інтрузивні граніти Канадського щита. Це відбулося за часів Пенокеанського орогенезу, багато цінних металів утворили родовища — мідь, залізо, срібло, золото і нікель. Наприклад Золоторудна копальня Гелмо біля Марафону, мідь на мисі Мамайнс, срібло на Сильвер Іслет, уран на мисі Феано.
Гори поступово зруйнувались, утворивши родовища вапняку, доломіту, таконіту і сланцю на водоспаді Какабека.
Континент був пізніше розколотий і утворив один із найглибших рифтів у світі. Озеро лежить у давній Мезопротерозойський Рифтовій долині — Американський Середньоконтинентальний рифт. Магма проходячи між пластами осадових порід, утворила діабазові сілли. Цей твердий діабаз захищає шари осадових порід, формуючи плосковерхі столові гори в області Тандер-Бей. Аметист утворився у деяких із западин, створених рифтом, в області Тандер-Бей знаходиться кілька аметистових копалень.
Лава витікаючи з рифту створила чорні базальтових скелі Мічипікотенського острову, півострова Чорної затоки, і острова Сент-Ігнасіо.
Приблизно 10 000 років тому, під час Останнього льодовикового періоду, льодовик покривав область завтовшки 2 км. Сьогоденні контури землі були вирізані просуванням і відступом льодовикового щита. Відступаючи 10 000 років тому, він залишив гравій, пісок, глину та кам'янистий ґрунт. Льодовикова тала вода накопичилась у басейні озера Верхнє, створивши озеро Мінонг, попередника озера Верхнього. Позбувшись величезної ваги льодовика, земля зазнала ізостатичний рух.